# 사쿠라이 마쓰다이라가
사쿠라이 마쓰다이라가(일본어: 桜井松平家)는 미카와국 헤키카이군 사쿠라이(桜井, 지금의 아이치현 안조시) 영지 이름을 딴 가문이다.
가문의 시조는 마쓰다이라 나가치카(마쓰다이라 종가 당주)의 삼남 마쓰다이라 노부사다이다.